# Curtis Stigers
Curtis Stigers (Boise, 1965. október 18. –) amerikai dzsesszénekes, dalszerző.
Az „I Wonder Why” (1991) című száma nemzetközi sikert ért el: az Egyesült Királyságban 5., az USA-ban a 9. helyet érte el a listán.

## Pályakép
Zenészkarrierje tinédzserként kezdtődött; rock- és blueszenekarokban játszott, miközben a középiskolában klarinét és szaxofon oktatásban is részesült.
Diplomája megszerzését követően New Yorkba költözött, rockzenész akart lenni, de legtöbb idejét mégis inkább a dzsesszklubokban töltötte, ahol énekelt és szaxofononozott.
Debütáló albuma (Curtis Stigers, 1991) többszörös platina lemez lett. Igen sikeres lett a „The Bodyguard” (Több mint testőr) című film zenéje is.

## Lemezek
- Curtis Stigers (1991)
- Time Was (1995)
- Brighter Days (1999)
- All That Matters (2001)
- Baby Plays Around (2001)
- Secret Heart (2002)
- You Inspire Me (2003)
- I Think It's Going to Rain Today (2005)
- Real Emotional (2007)
- Lost In Dreams (2009)
- Let's Go Out Tonight (2012)
- Hooray For Love (2014)
- One More for the Road (2017)
- Gentleman (2020)
- This Life (2022)